# 6416 Нюкасаяма
6416 Нюкасаяма (6416 Nyukasayama) — астероїд головного поясу, відкритий 14 листопада 1993 року.
Тіссеранів параметр щодо Юпітера — 3,211.
Названо на честь Нюкасаяма (яп. にゅうかさやま(入笠山) ню: касаяма)